# Christian Dietrich Grabbe
Christian Dietrich Grabbe, nemški dramatik predmarčne dobe, * 11. december 1801, Detmold, † 12. september 1836, Detmold.
Poleg Georga Büchnerja je bil najpomembnejši prenovitelj nemške drame svojega časa. Nanj so vplivali Shakespeare in avtorji viharništva. V svojih ambicioznih dramah, ki z množičnimi prizori in hitrimi spremembami scen preobremenjujejo ter presegajo tedanjo gledališko in odrsko tehniko, je pretvoril klasično dramo v niz rahlo povezanih scen in s tem utrl pot odrskemu realizmu. 
Za njegova dela je značilen deziluzionistični, celo pesimistični pogled na svet, ki ga občasno preseka grotesknost. Po svoji smrti je bil nekaj časa pozabljen, potem pa so ga dramatiki naturalizma in ekspresionizma ponovno odkrili. V času nacionalsocializma so ga zaradi nekaterih antisemitskih izjav v njegovih delih povzdigovali v nacionalnega avtorja in v 30. letih 20. stoletja so po njem imenovali več ulic.
Mesto Detmold podeljuje od leta 1994 naprej nagrado Christian-Dietrich-Grabbe za novo dramatiko.

## Življenje
Grabbejev oče je bil paznik v kaznilnici. Kot gimnazijec v Detmoldu se je s 16 leti poizkušal kot dramatik. S pomočjo deželne štipendije je začel študirati pravo. Študij je nadaljeval v Berlinu, kjer je spoznal Heinricha Heineja. Po končanem študiju se je zaman trudil za mesto režiserja ali igralca. Vrnil se je v Detmold in opravil pravosodni izpit. Tudi poskusi, da bi v Detmoldu dobil mesto pravnika, so bili na začetku neuspešni. Leta 1828 se je zaposlil kot auditeur. 1829 so uprizorili njegovo dramo Don Juan in Faust, ki je edina uprizoritev za časa njegovega življenja. Po letu 1931 se je njegovo zdravstveno stanje poslabšalo in kazale so se posledice alkoholizma. Njegova zaročenka Henriette Meyer je zaroko razdrla, saj se je Grabbe zopet posvetil bivši izbranki Louisi Christiani Clostermeier. Z njo se je leta 1833 tudi poročil, a se je zakon kmalu začel krhati. 1834 je dal odpoved. Preko Frankfurta ob Majni, kjer se je dobil s svojim založnikom, je odpotoval v Düsseldorf. Na stavbi na Ritterstraße 21 je kamnita plošča, ki priča o njegovem bivanju na tem naslovu. V Düsseldorfu je 1831 spoznal Karla Immermanna, ustanovitelja mestnega gledališča. Njuno sodelovanje pa je zaradi Grabbejeve depresije in alkoholnih ekscesov kmalu propadlo. 1836 se je še enkrat vrnil v Detmold, kjer je njegova žena vložila ločitev. Še istega leta je umrl v svojem rojstnem mestu zaradi vnetja hrbtenjače (Tabes dorsalis).

## Pomen
Medtem ko velja Herzog Theodor von Gothland za enega izmed najprodornejših prvencev nemških avtorjev in je že tedaj šokiral s svojim nihilizmom, pa sta danes kot drami predmarčne dobe pomembnejši Napoleon ali sto dni in Hanibal, saj prikazujeta realistično in heterogeno zgodovinsko podobo. Šala, satira, ironija in globlji pomen, je še dandanes njegova največkrat uprizorjena komedija. Zaradi Grabbejevega neupoštevanja osnovnih dramaturških pravil je uprizoritev njegovih dram še danes težavno. Predvsem drama Napoleon predstavlja zaradi velikega števila likov, spreminjajočih se prizorišč in filmskosti bojnih prizorov velik izziv. 

## Dela
- Vojvoda Theodor von Gothland (Herzog Theodor von Gothland, 1822), tragedija
- Šala, satira, ironija in globlji pomen (Scherz, Satire, Ironie und tiefere Bedeutung, 1822), veseloigra
- Nannette in Marie (Nannette und Marie, 1823), melodrama
- Marius in Sulla (Marius und Sulla, 1823-1827), fragment
- O Shakespearomaniji (Über die Shakespearo-Manie, 1827), gledališko-kritična razprava
- Don Juan in Faust (Don Juan und Faust, 1828), tragedija
- Cesar Friedrich Barbarossa (Kaiser Friedrich Barbarossa, 1829), drama
- Cesar Heinrich VI. (Kaiser Heinrich VI.,1829), drama
- Nekaj o dopisovanju med Schillerjem in Goethejem (Etwas über den Briefwechsel zwischen Schiller und Goethe, 1830), literarno - kritična razprava
- Napoleon ali sto dni (Napoleon oder die hundert Tage, 1831), drama
- Kosciuzko (Kosciuzko, 1835), fragment
- Pepelka (Aschenbrödel, 1829), veseloigra
- Hannibal (Hannibal, 1835), tragedija
- Cid (Der Cid, 1835), fragment za libreto
- Hermanova bitka (Die Hermannsschlacht, 1835-1836), drama